# Cattavia
Cattavia (in greco Κατταβιά?) è un paese di modeste dimensioni situato nella parte meridionale dell'isola di Rodi. È il centro abitato più a sud dell'isola ed è punto di passaggio obbligato per chi è diretto a Prassonissi.

## Storia
Cattavia ha origini medievali anche se non distante dal paese si trova il sito archeologico di Vroulia. Durante il regno dei Cavalieri Ospitalieri di Rodi il villaggio fu fortificato (motivo per cui fu chiamato anche Paleocastro) per difendersi dagli attacchi dei turco-ottomani da cui fu conquistato nel 1522 d.C.. Con la guerra italo-turca del 1912 Cattavia passò sotto il controllo degli italiani che gli diedero il nome di San Marco di Cattavia, nome mantenuto fino al 1947, anno in cui il Dodecanneso italiano entrò a far parte della Grecia. Verso la fine degli anni trenta nella piana su cui si affaccia l'abitato fu costruito il campo di manovra militare di Cattavia la cui pista d'atterraggio fu distrutta dagli italiani prima di abbandonare il presidio.
Fino al gennaio 2011 il paese faceva parte del comune di Rodi Sud, comune soppresso a seguito della riforma amministrativa, detta piano Callicrate, ed è ora compreso nel comune di Rodi.

## Economia
Il paese è caratterizzato principalmente da un'economia agricola e turistica. Vista la posizione strategica, sul quadrivio per Prassonissi, a Cattavia si trovano diversi affittacamere e tipiche taverne greche.